# Vincenzo Grimani
Vincenzo Grimani (15 mei 1652 of 26 mei 1655 – 26 september 1710) was een Italiaans kardinaal, diplomaat en opera librettist.
Grimani schreef het libretto voor Händel's opera Agrippina. In 1709 logeerde Händel in Venetië bij Vincenzo Grimani en componeerde er deze opera voor het beroemde carnaval.
- Bibliothèque nationale de France: cb12006119k (data)
- CiNii: DA09583633
- Gemeinsame Normdatei: 126443688
- International Standard Name Identifier: 0000 0001 1683 3160
- Library of Congress Control Number: n90670321
- MusicBrainz: 86ec749a-0bbf-4d36-a536-615bb5bf508d
- Nationale Bibliotheek van Tsjechië: ola2005253746
- Nationale Bibliotheek van Israël: 987007425366705171
- Istituto Centrale per il Catalogo Unico: BVEV063723
- SNAC: w6sn0jhv
- Système universitaire de documentation: 075440636
- Virtual International Authority File: 89065442
- WorldCat: E39PBJkXqCBXKfFYcpmFhvDDv3